# La carriera di un libertino (Hogarth)

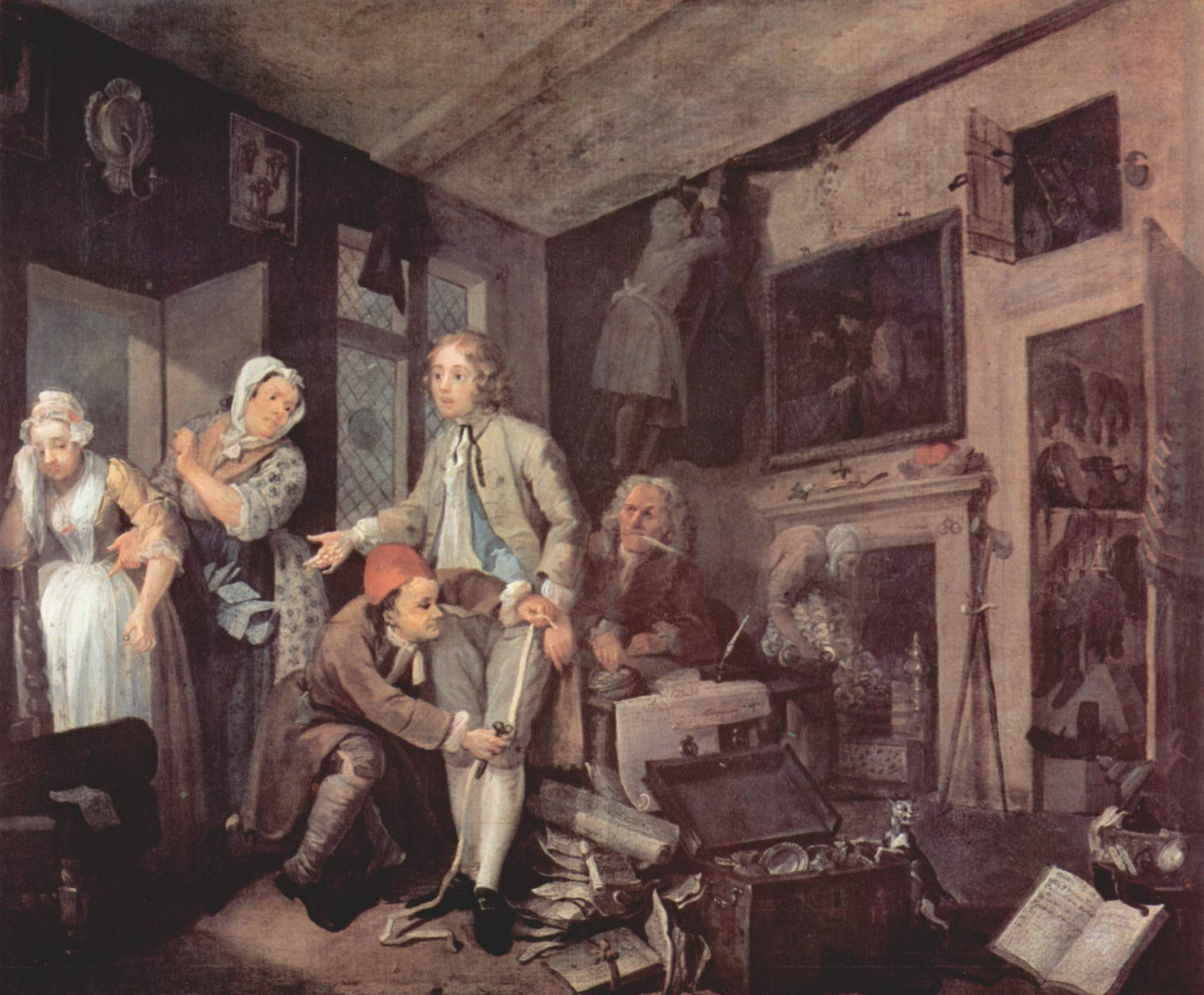
L'erede, 1732, olio su tela, 62.5×75 cm

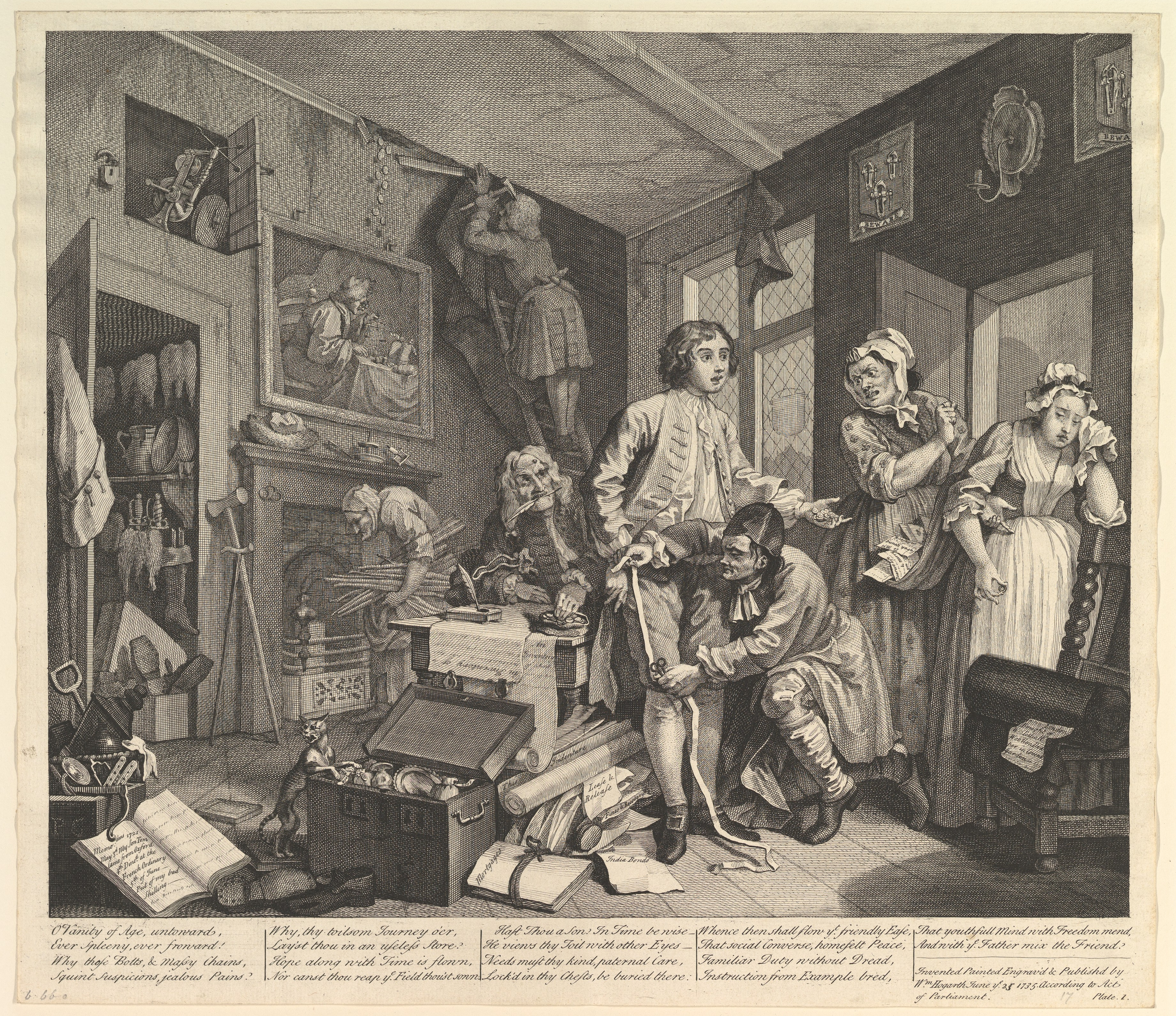
La versione incisa, 35.2×40.4 cm, Metropolitan Museum of Art, New York

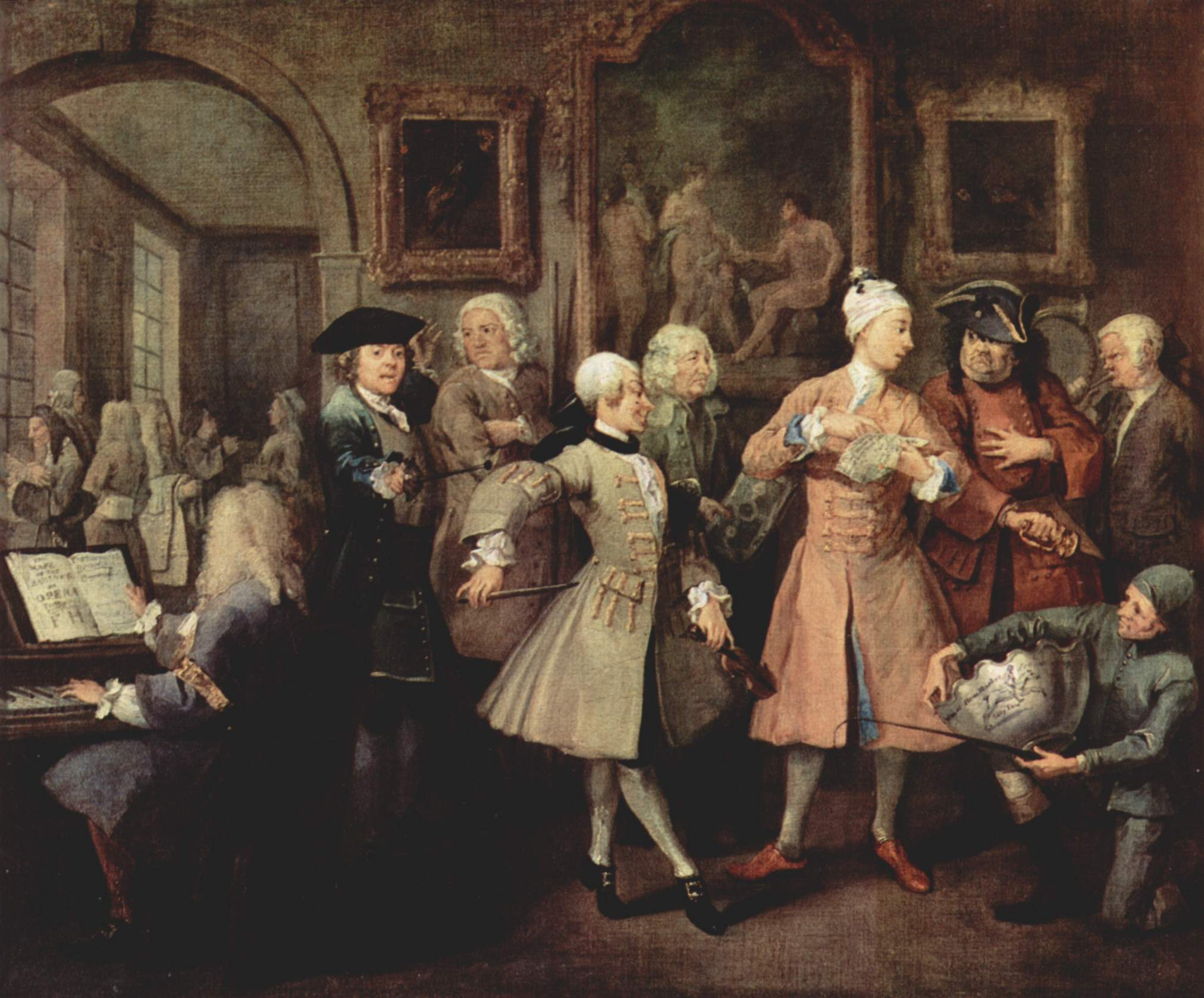
Il risveglio, 1732, olio su tela, 62.5×75 cm

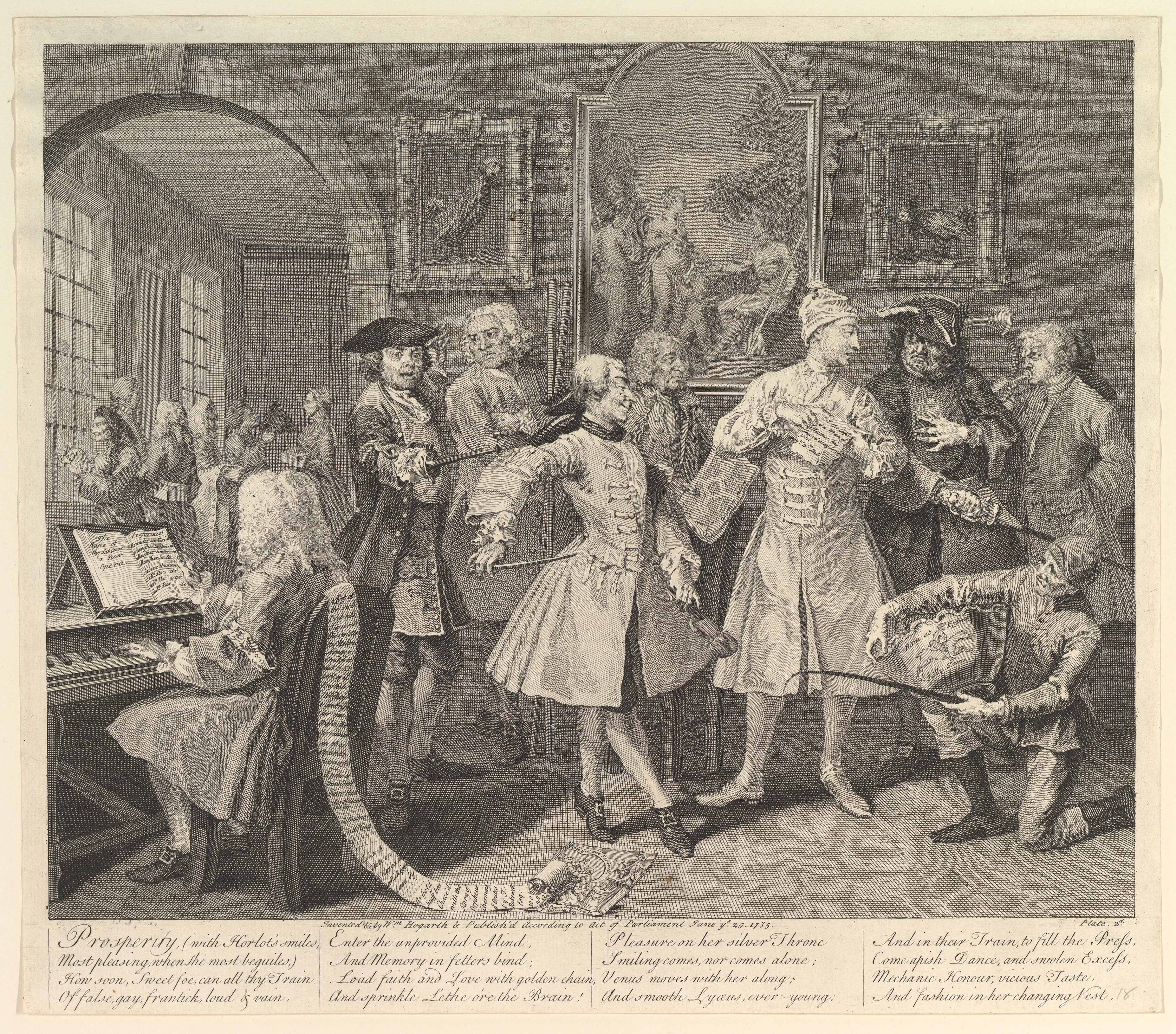
La versione incisa, 35.3×40.3 cm, Metropolitan Museum of Art, New York

La carriera di un libertino (A Rake's Progress) è una serie composta da otto dipinti del pittore inglese William Hogarth, realizzati tra il 1732 e il 1733 e conservati presso il Sir John Soane's Museum di Londra. Degli stessi dipinti esistono anche le versioni incise, realizzate dal pittore nel 1735 e pubblicate dopo l'emanazione della legge Hogarth.
I dipinti di questo ciclo pittorico narrano il declino di Tom Rakewell, un immaginario e giovane ereditiero che finirà in disgrazia dopo aver condotto una vita di cattivi costumi e folli spese. Così, dentro quest'opera satirica, Hogarth espresse il suo disappunto per la corruzione di cui le classi dirigenti britanniche erano vittime in quegli anni. La carriera di un libertino è la seconda serie del pittore dopo il grande successo de La carriera di una prostituta (1731) e, proprio come quest'altro ciclo, prese il titolo da The Pilgrim's Progress di John Bunyan.

## Storia
Il primo proprietario delle tele fu William Beckford, lord sindaco di Londra e padre dell'omonimo scrittore, che le comprò a un'asta del 28 febbraio 1745 per 184 sterline e 8 scellini.

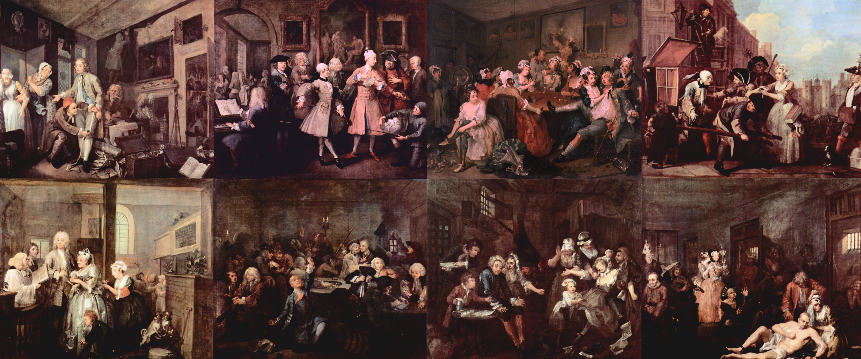
Le tele viste cronologicamente da sinistra verso destra

Nel 1802 vennero acquistati all'asta dalla moglie di Sir John Soane, che li comprò per conto del marito. I dipinti seguirono la coppia nei loro vari spostamenti e ad oggi si trovano nel museo che da Soane prende il nome.

## Le opere

### L'erede (The Heir)
Il padre di Tom Rakewell, mercante ricco e uomo avaro, è appena deceduto, e il giovane è quindi tornato dall'Università di Oxford, dove studiava, per ereditarne le ricchezze.
Mentre un sarto gli prende le misure per confezionargli un abito da lutto, irrompe nella scena Sarah Young, la fidanzata rimasta incinta di Tom, in lacrime, trascinata da sua madre: la ragazza singhiozza, tenendo nella mano destra un fazzoletto con cui asciugarsi le lacrime e nell'altra l'anello di fidanzamento che Tom le aveva regalato; sua madre è furiosa e sta criticando Tom per aver sedotto Sarah, tenendo nel grembiule le lettere d'amore che quest'ultimo scrisse a sua figlia. La reazione del ragazzo è di ripudio verso la fidanzata, lo vediamo infatti porgere delle monete d'oro alla madre della ragazza, con l'intento di liquidare Sarah per sbarazzarsi di lei e del futuro bambino.
In alto c'è un operaio che sta cambiando le pareti con un drappo mortuario. Così facendo ci permette di vedere delle monete che cadono dal soffitto, altre sono nel camino, che il padre di Tom aveva nascosto là. Altri ele,enti che fanno capire quanto l'uomo fosse ricco e stesse attento a non spendere troppo sono moltissime parrucche e calzature, visibili nell'armadio sullo sfondo a destra, e, alla sinistra di Tom, un cofano pieno di argenteria, in cui un gatto sta rovistando. Dietro il cofano, un notaio deruba l'ignaro giovanotto, infilando la mano in un sacchetto di monete.

### Il risveglio (The Levée)
Ereditate le ricchezze paterne, Tom Rakewell è ormai un ragazzo ricco e nel secondo dipinto lo possiamo vedere, appena svegliato in vestaglia e senza parrucca, nella sua nuova residenza.
Dietro e attorno al giovane ragazzo ci sono uomini facoltosi, vediamo un insegnante di scherma, uno di danza, un violinista, un paesaggista che gli mostra un progetto architettonico e anche un clavicembalista, di spalle, all'estrema sinistra del dipinto (con elevata probabilità si tratta di Nicola Porpora), dalla cui sedia, nella versione incisa, si srotola una lunga lista di regali fatti al castrato Broschi, con un cartiglio a fianco su cui c'è scritto "One God One Farinelli".

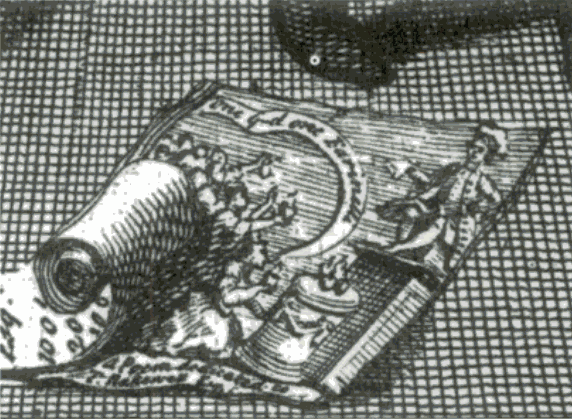
Il cartiglio della versione incisa

Alla destra del giovane c'è una guardia del corpo dall'aspetto impettito e autoritario, mentre ai suoi piedi c'è un fantino, il quale mantiene una coppa vinta durante una gara col cavallo di Tom.

### L'orgia (The Orgy)

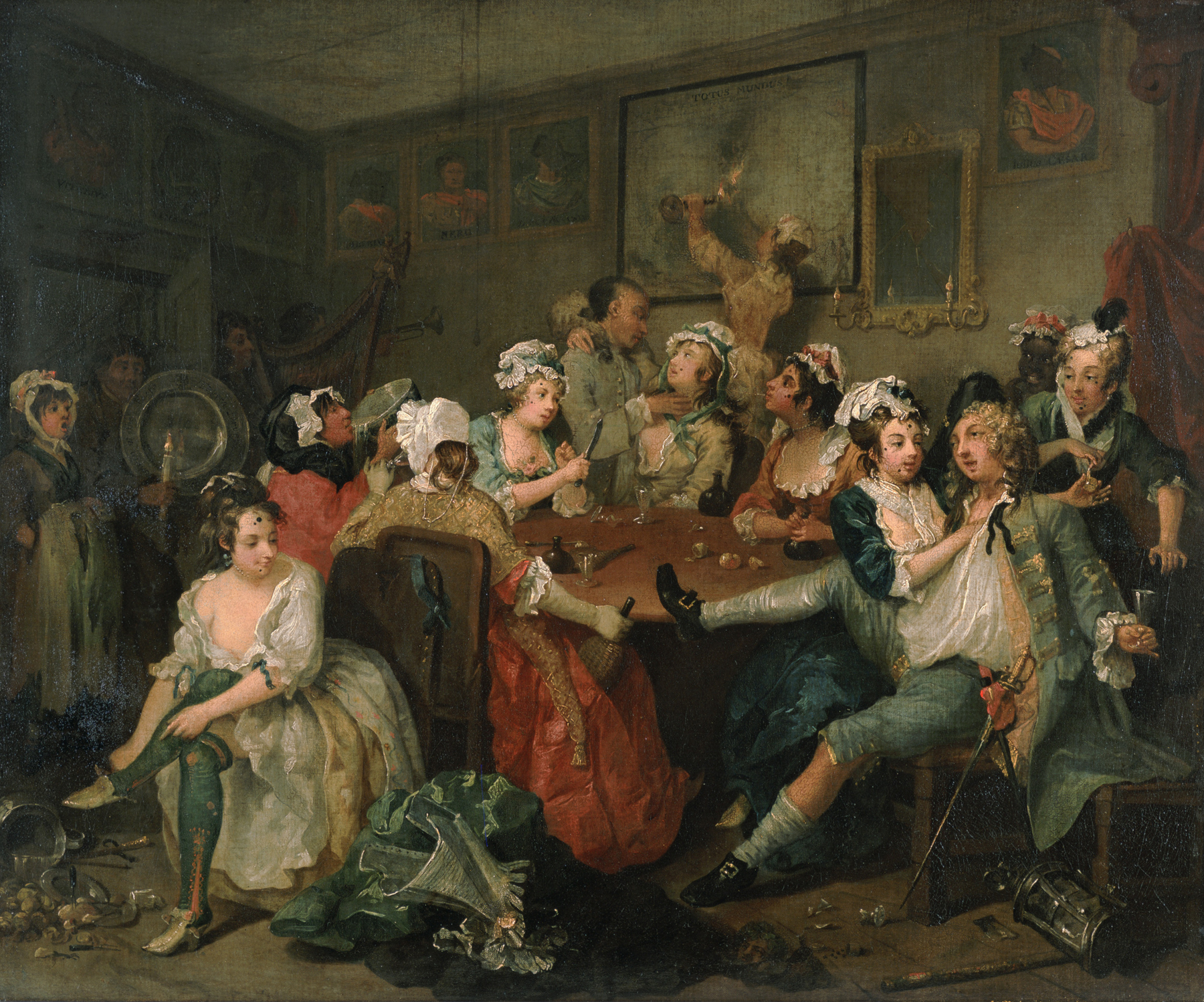
L'orgia, 1733, olio su tela, 62.5×75 cm

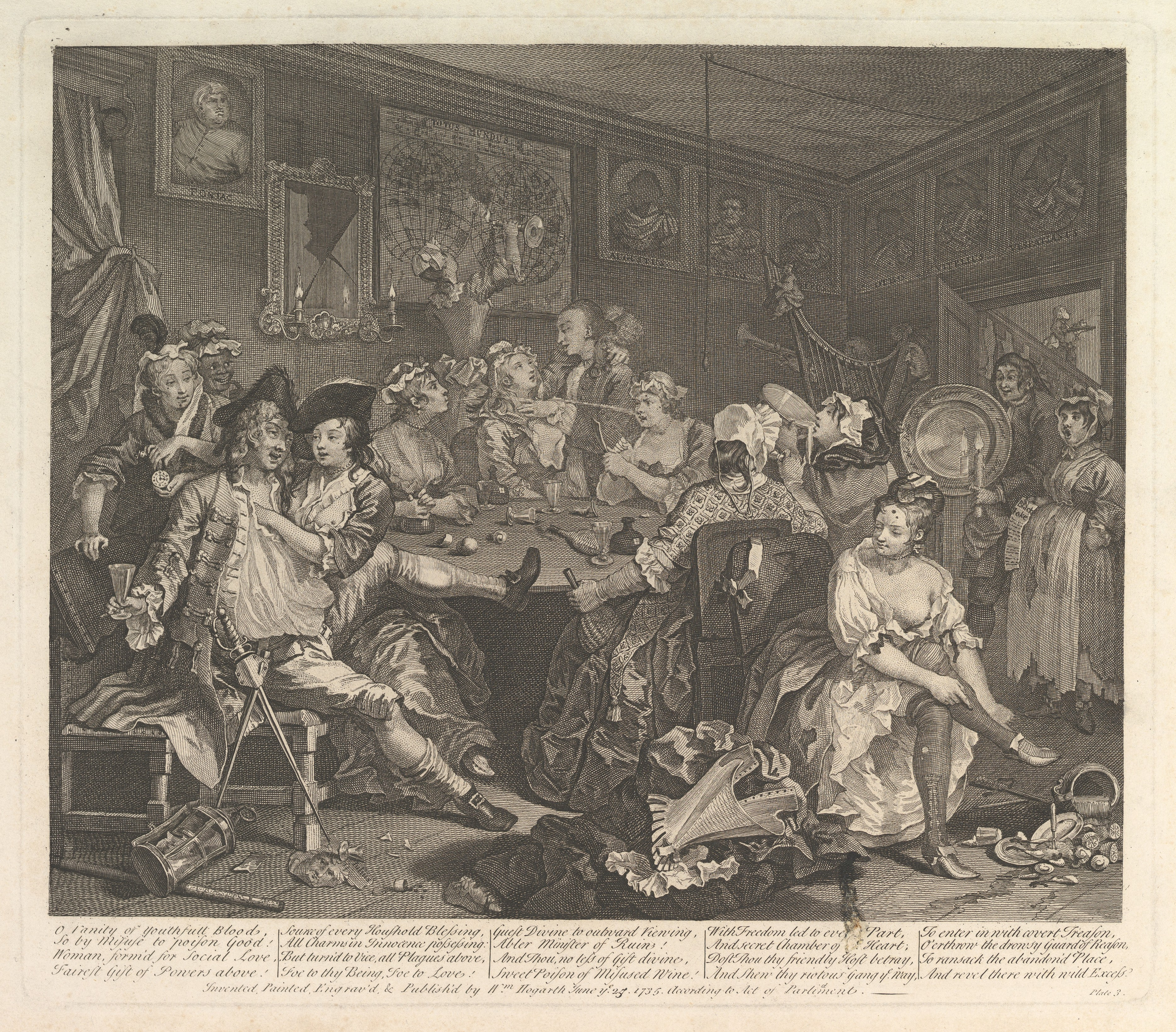
La versione incisa, 40.2×47.6 cm, Metropolitan Museum of Art, New York

Nella terza tela il declino del giovane Rakewell è già iniziato, all'interno della taverna Rose Tavern nella Drury Lane di Covent Garden. Lo vediamo sul lato destro del dipinto, in stato di ebbrezza, mentre viene derubato da due donne di malaffare del suo orologio, che segna le tre del mattino. A terra vediamo sia la lanterna di Tom che le pillole di mercurio che gli servivano per curare la sifilide, di cui anche gli altri convitati sono visibilmente malati (lo fanno capire i segni neri sul volto).
Le altre persone sedute al tavolo amoreggiano, bevono o litigano e fra queste vediamo una ragazza, sulla sinistra, mentre si spoglia per poi danzare sul tavolo. Sull'uscio vediamo un cameriere con un grande piatto di peltro, affiancato da due musicisti a sinistra, un arpista e un trombettiere, che senza successo cercano di intrattenere i commensali. Alla sua destra si trova invece una cantante di strada, incinta, che sta intonando il testo di The Black Joke. Sul lato opposto della stanza c'è una donna africana che, oltre a guardare la cantante, si mostra divertita per i comportamenti volgari delle altre donne.
Sullo sfondo, una donna dà fuoco a un planisfero con scritto, in alto al centro, "TOTUS MUNDUS" (che dal latino significa "il mondo intero"), a simboleggiare che la corruzione, unita ai cattivi costumi, sarà la rovina del mondo. Ai lati dello stesso planisfero, oltre a uno specchio rotto, sono appesi ritratti di imperatori romani, i cui volti sono tutti offuscati da macchie nere. L'unico volto visibile è quello del ritratto di Nerone, in riferimento al grande incendio di Roma che ebbe luogo negli anni del suo regno.

### L'arresto (The Arrest)

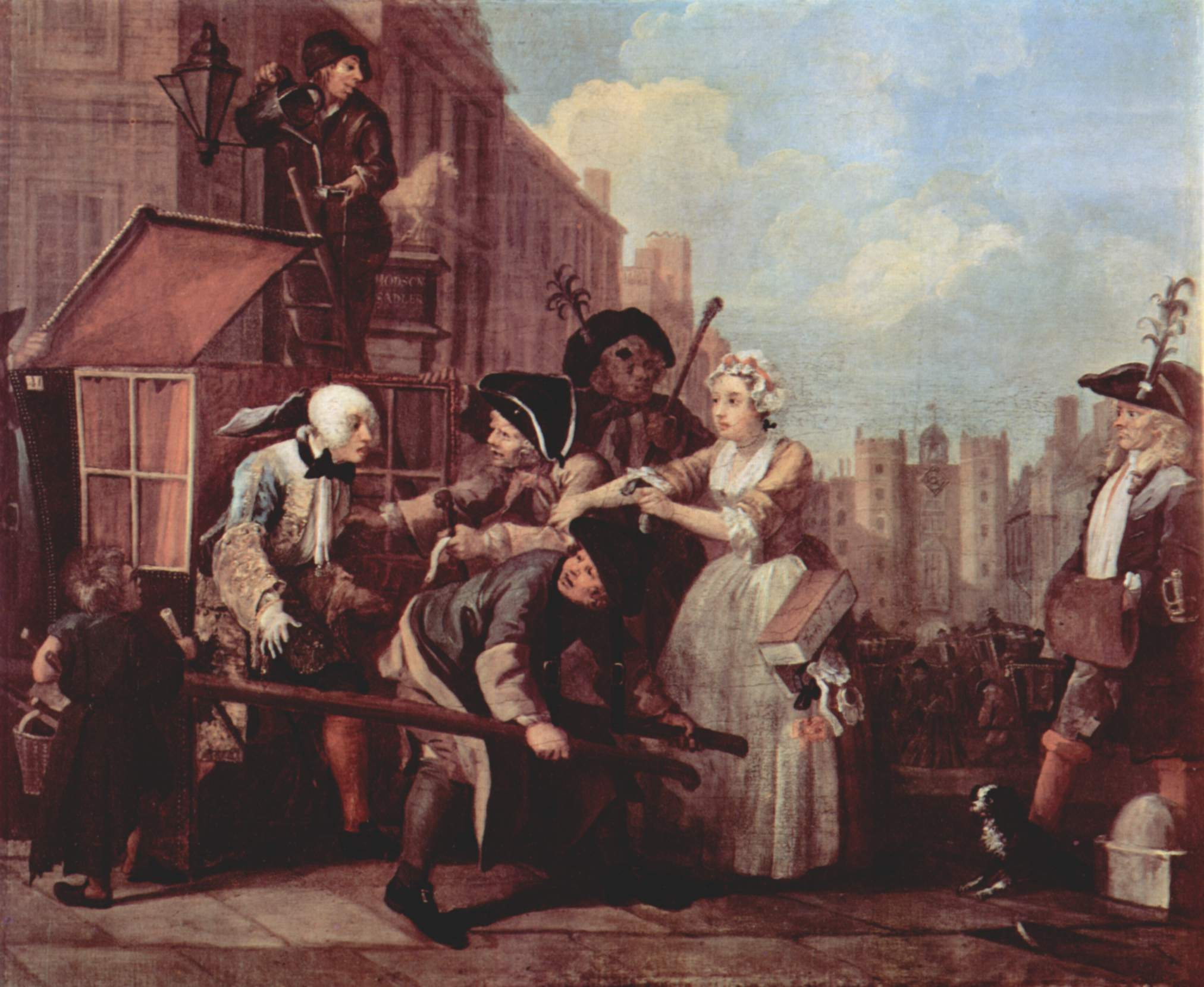
L'arresto, 1733, olio su tela, 62.5×75 cm

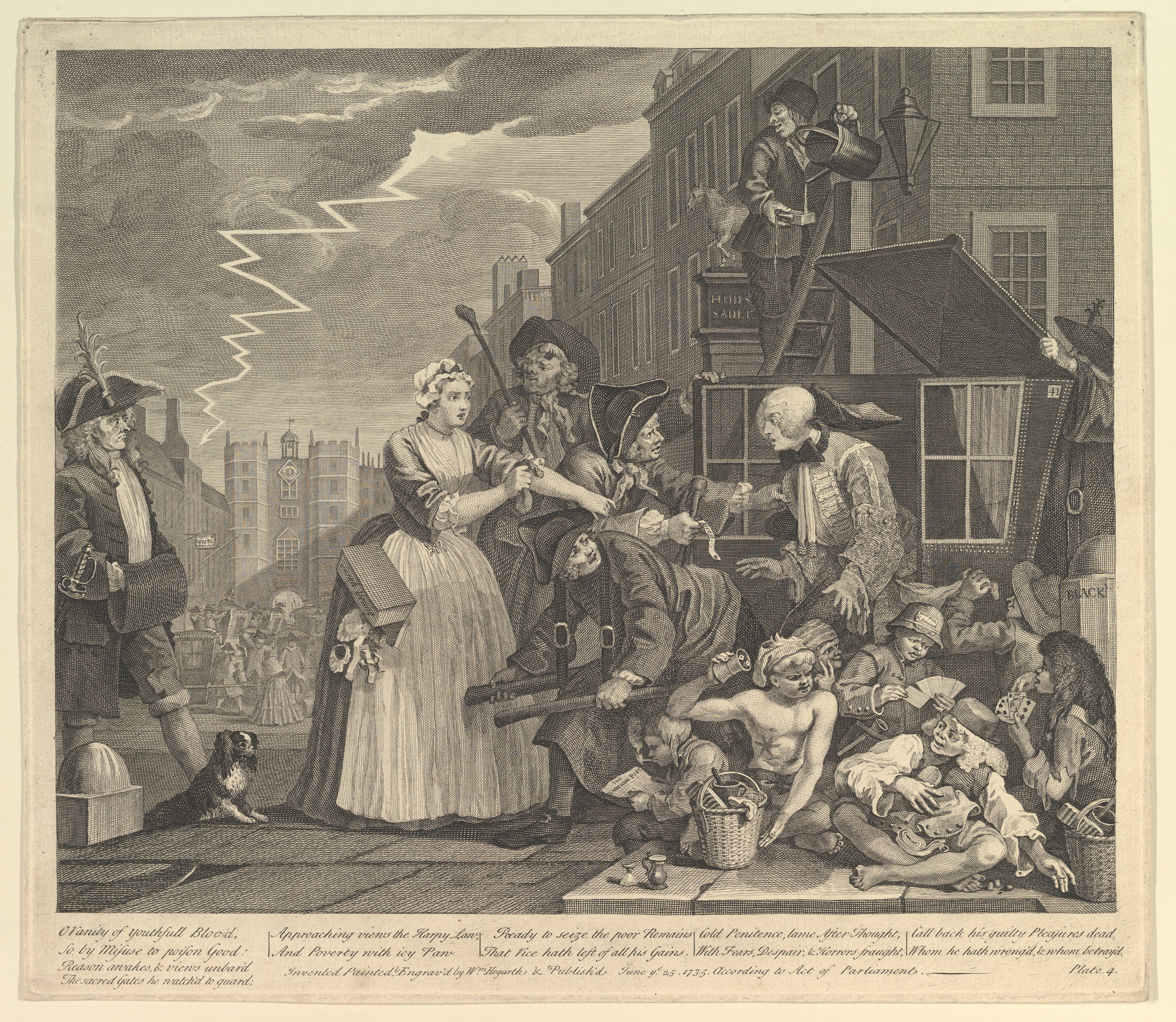
La versione incisa, 36.1×41.3 cm, Metropolitan Museum of Art, New York

È il giorno di San David del Galles e mentre Tom si sta recando a un'udienza al St. James's Palace, visibile sullo sfondo, per celebrare il compleanno della regina Carolina, viene colto da alcuni ufficiali giudiziari gallesi (lo si capisce dai porri, simbolo del Galles legato a San David, sopra i loro cappelli), che hanno intenzione di arrestarlo per i debiti di gioco non saldati, presentandogli il mandato d'arresto mentre uno di loro scoperchia la portantina del ragazzo.
A salvare lo sconcertato Tom dalla prigione è Sarah Young, l'ex fidanzata che da lui era stata ingravidata e poi liquidata, che tempestivamente, per estinguere il debit di lui, consegna ai giudici il suo stipendio da sarta, come ci fa capire la scatola che porta con sé. In alto, un lampionaio versa olio sulla testa di Tom alludendo al gesto della benedizione, che per il giovane squattrinato è stato il salvataggio da parte della ragazza, che nonostante il suo gesto continuerà a non essere amata dal ragazzo immorale.
Mentre nel dipinto, all'estrema sinistra, vediamo un ladro che ruba il bastone di Tom, nella versione incisa il libertino viene derubato dalla tasca dei pantaloni, mentre sullo sfondo un fulmine spicca nel cielo. Sempre nell'incisione, dei lustrascarpe, uno dei quali senza maglia, stanno facendo una scommessa, come visibile dal lancio dei dadi.

### Il matrimonio (The Marriage)

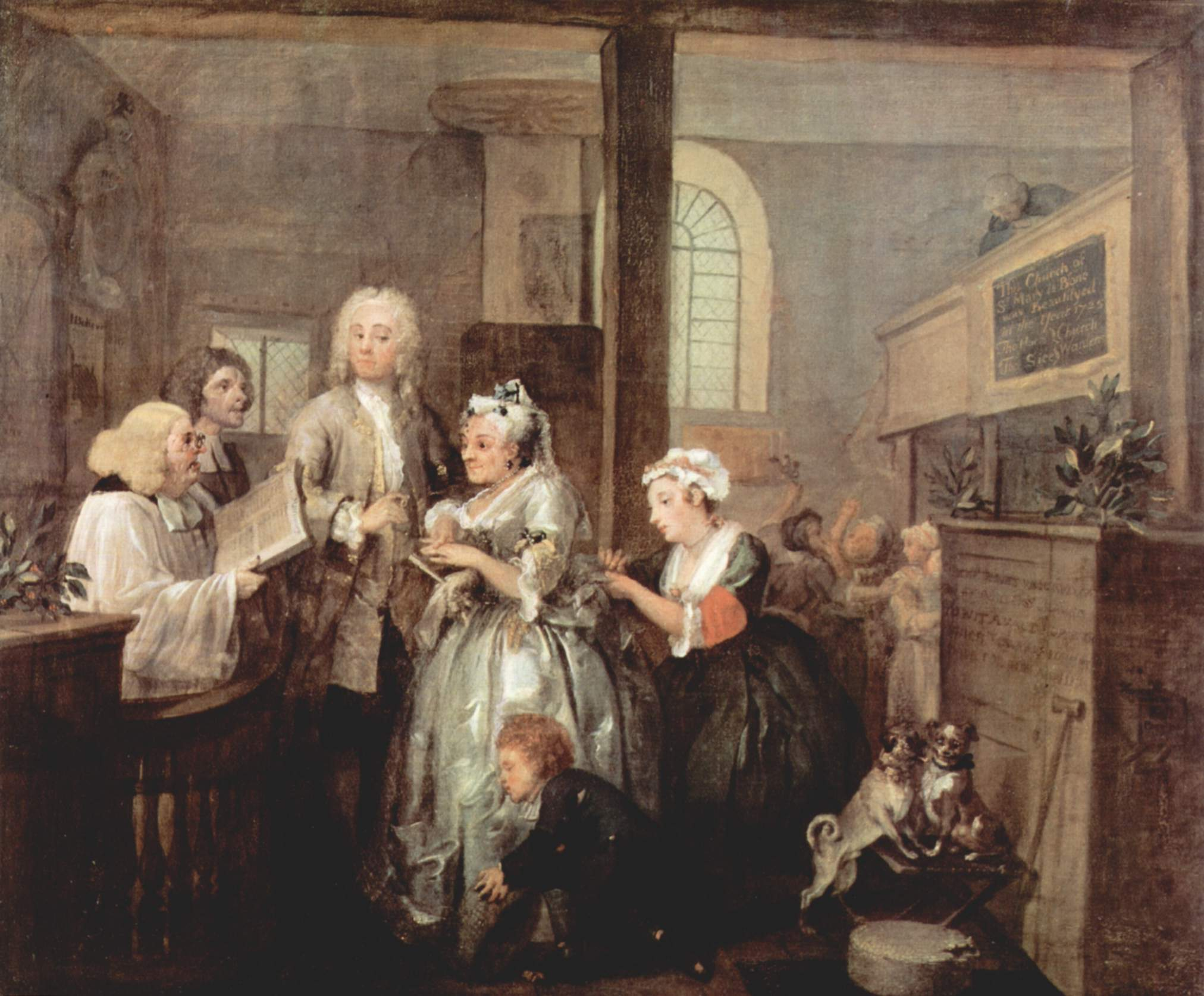
Il matrimonio, 1733, olio su tela, 62.5×75 cm

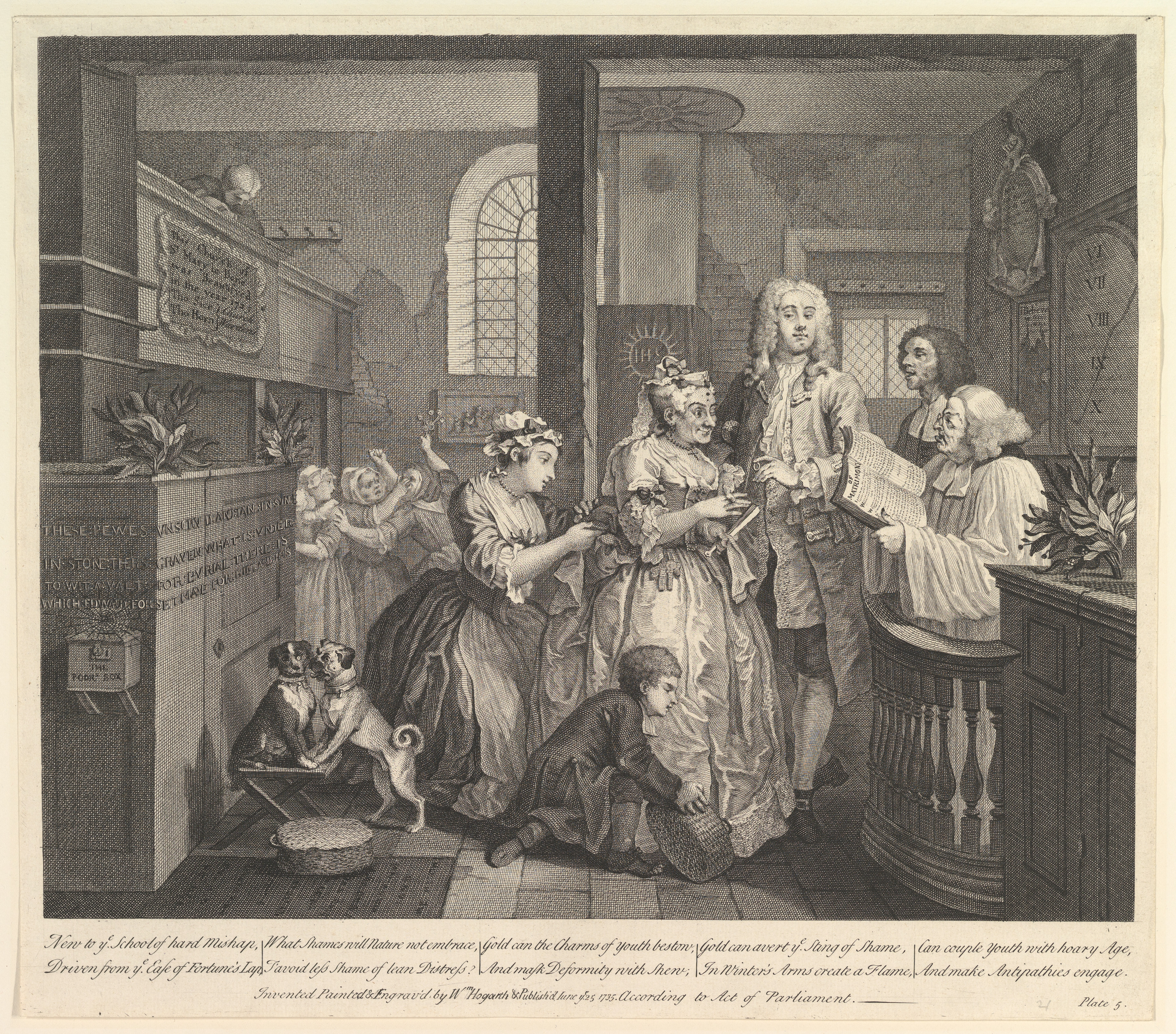
La versione incisa, 35.3×40 cm, Metropolitan Museum of Art, New York

Nel quinto dipinto Tom Rakewell sta sposando una vecchia ereditiera, per puro interesse economico avendo ormai speso tutte le sue ricchezze. Si capisce che il matrimonio è di convenienza anche dall'immediata infedeltà del giovane ragazzo, che pur stando vicino alla futura moglie, guarda solo la giovane cameriera che le sta ancora sistemando l'abito. Con senso ironico infatti, leggiamo in alto l'ultimo dei dieci comandamenti.
Le nozze si stanno svolgendo nella chiesa periferica di Mary le Bone, come testimonia il loggiato interno sulla navata inferiore, nota per aver ospitato in passato unioni matrimoniali segrete. Le piante alludono alla tardività della monocola donna nel contrarre marito.
Mentre alla destra del dipinto due cani imitano la scena nuziale (quello a sinistra, atteggiato in modo vigoroso, è Trump, il carlino del pittore), nello sfondo vediamo Sarah Young, che ormai ha partorito e ha in braccio la figlia, e sua madre, le quali volevano impedire il matrimonio, e la custode della chiesa che alza bruscamente delle grandi chiavi contro le due.

### La bisca (The Gaming House)

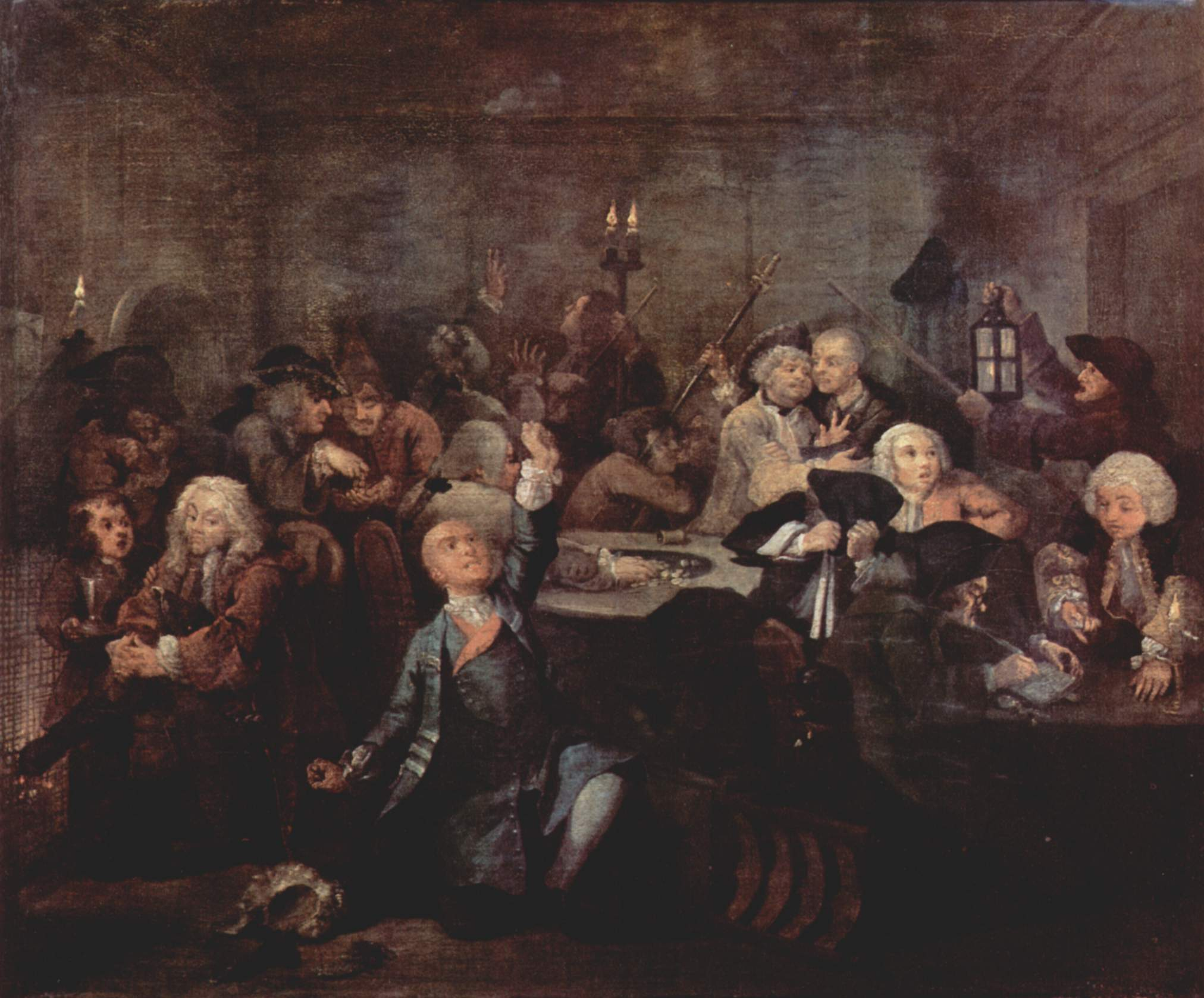
La bisca, 1733, olio su tela, 62.5×75 cm

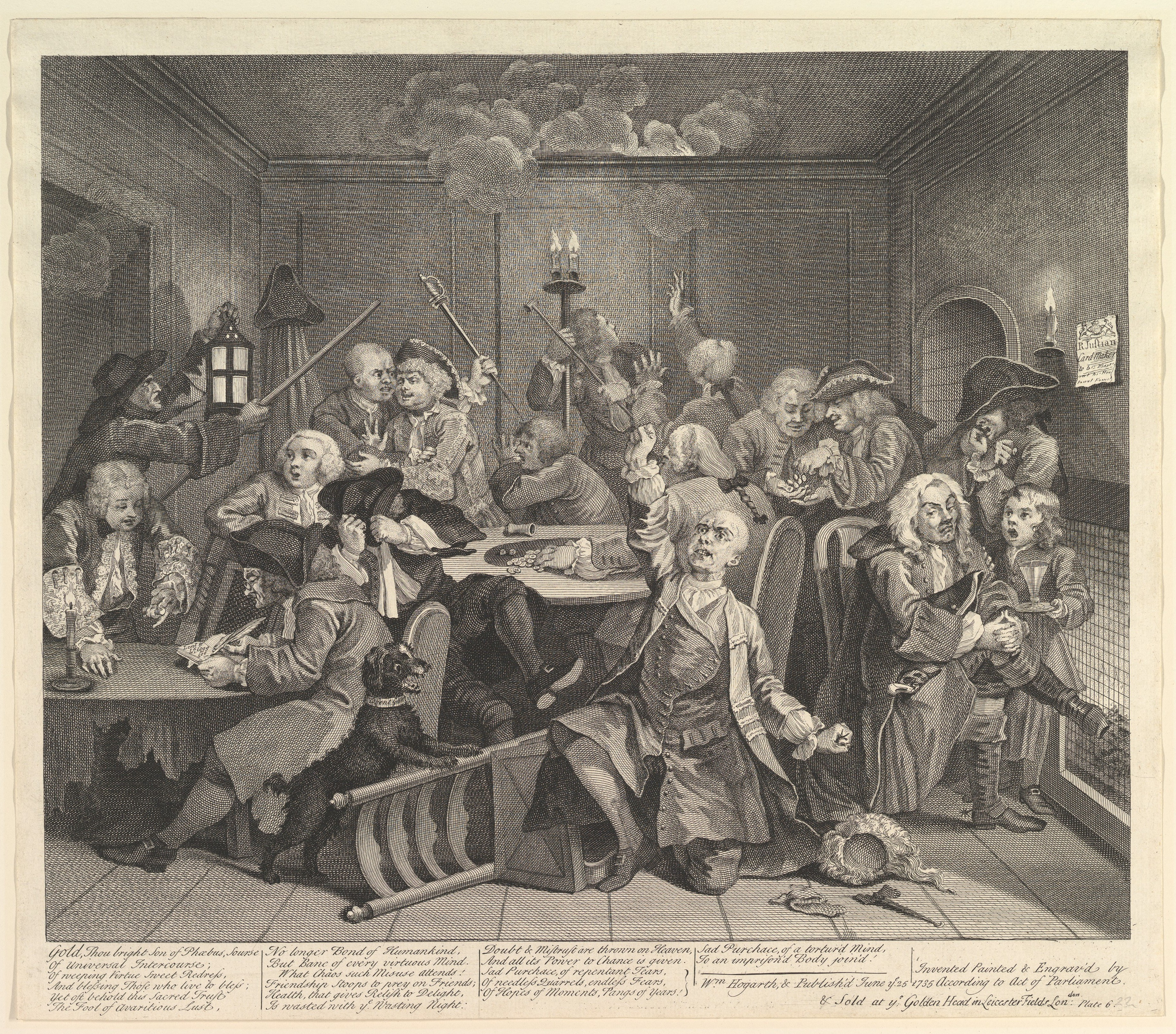
La versione incisa, 35.5×40.7 cm, Metropolitan Museum of Art, New York

Nella sesta tela Tom Rakewell si trova in una bisca, ovvero un locale di gioco d'azzardo, al White's club di Soho, a Londra. Il libertino si trova al centro, in ginocchio e senza parrucca (caduta a terra), mentre, disperato, insulta e chiede allo stesso tempo l'assistenza divina, dopo aver sperperato anche le ricchezze della moglie giocando a dadi.
Ci sono attorno altri uomini che, come Tom, sono giocatori ossessivi e squattrinati, così assorbiti dal gioco d'azzardo che non notano l'incendio che sta per divampare dietro di loro, anticipato dal fumo di cui solo due croupier si sono accorti e che un proprietario del locale si sta affrettando ad estinguere. A sinistra, accanto a un fuoco, c'è un delinquente, con arma e maschera che sporgono dalla tasca, che si disinteressa a un giovane che gli offre da bere, mentre nel lato opposto della stanza vediamo un uomo nobile, di estrazione sociale opposta a quella del bandito, che, volenteroso di continuare a giocare, parla a un usuraio per farsi prestare i soldi. Sulla parete destra c'è un volantino pubblicitario appeso, con scritto "R. Tustian / Card Maker".
Di questa tela, oltre all'incendio, è analogo al terzo dipinto della serie (L'orgia) anche il significato.

### La prigione (The Prison)

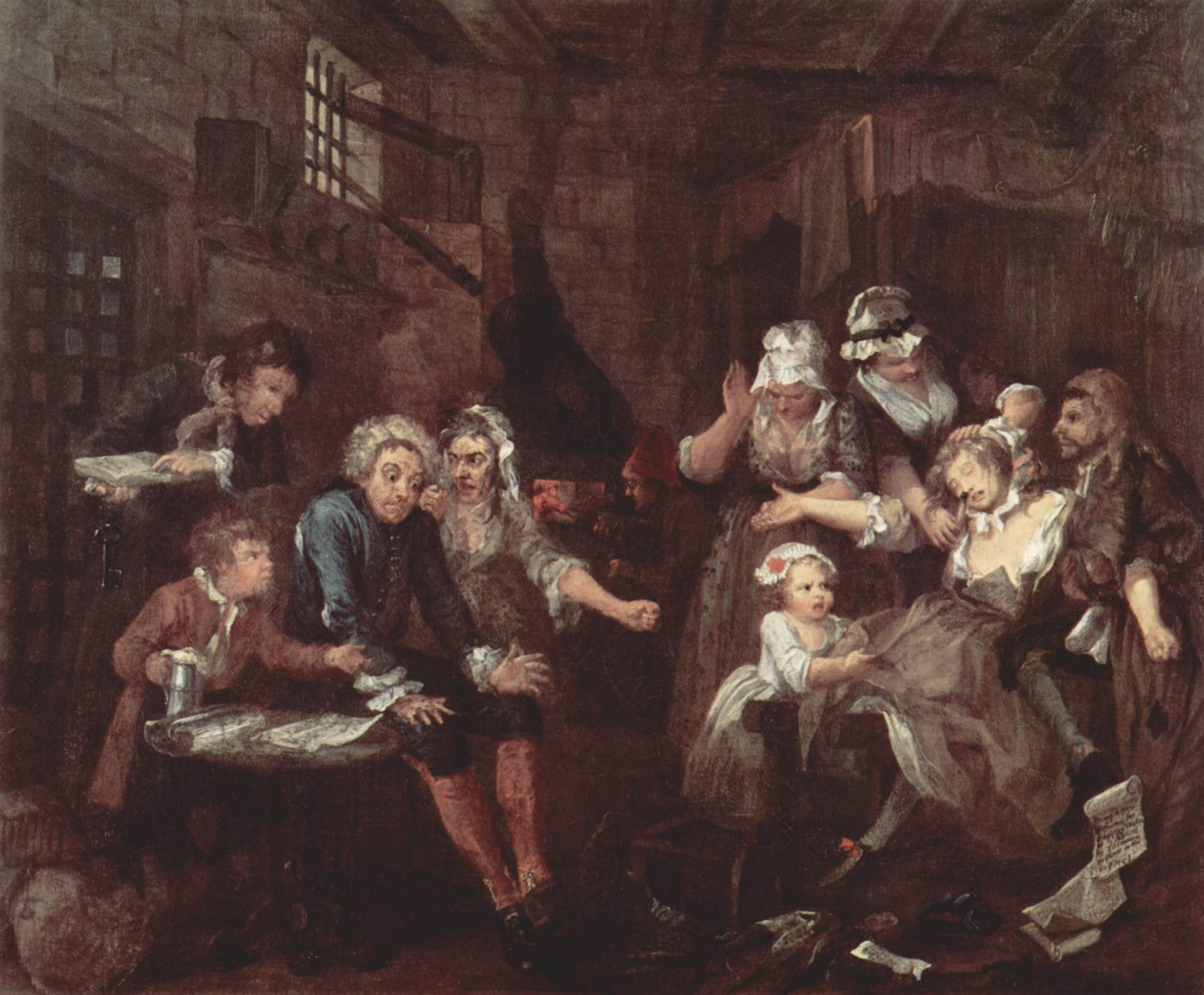
La prigione, 1733, olio su tela, 62.5×75 cm

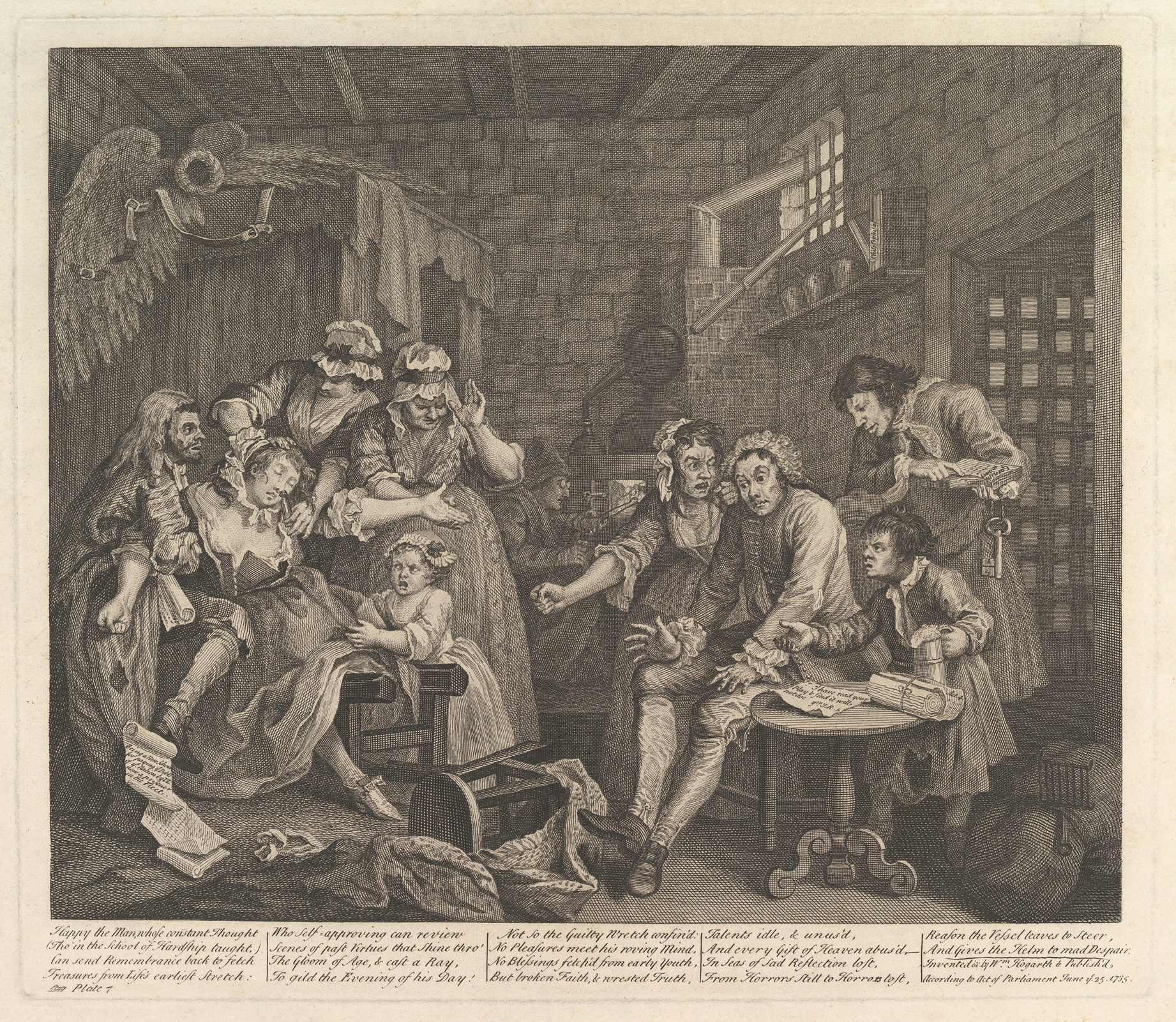
La versione incisa, 39.7×47.7 cm, Metropolitan Museum of Art, New York

Nel settimo dipinto è iniziata per Rakewell la caduta nella follia, dopo essere stato incarcerato a Fleet Prison, prigione londinese dei debitori. Mentre sua moglie, visibilmente più vecchia, sdentata e magra, lo rimprovera per gli errori e la sfrontatezza adottata fino a quel momento, Tom ha il corpo teso in un'espressione di pazzia data dagli occhi spalancati e alimentata dalle richieste di soldi che gli fanno un carceriere, che ha fra le mani una chiave e un libro con scritto "Garnish Money", e un garzone, mantenente un boccale di birra portato proprio per Rakewell, posti alla sua destra.
L'ex fidanzata Sarah Young, visibile nel gruppo di sinistra, lo ama ancora, tanto che dopo essersi recata in prigione per visitarlo sviene angosciata nel vederlo in quello stato. Mentre ha il corsetto allentato per respirare meglio la figlia alla sua sinistra le tira la gonna, la madre le schiaffeggia la mano destra e una donna cerca di farla tornare in sé con un sale odoroso. È proprio il trambusto, causato dai burrascosi movimenti degli accalcati personaggi, che contribuisce a opprimere la mente di Tom. La tela è quindi divisa fra la perdita di ragione del libertino e quella di coscienza di Sarah, finita in disgrazia per amore e non per dissolutezza.
Nello sfondo un alchimista occhialuto lavora nella fornace, speranzoso di creare un materiale prezioso per estinguere i suoi debiti e uscire dalla galera. Lo stesso Rakewell, nel disperatissimo tentativo di guadagnare, si era cimentato nella stesura di un'opera teatrale, rifiutatagli da John Rich, manager della Royal Opera House, come attesta una lettera posta sul tavolo a lui vicino. Anche un uomo barbuto vicino a Sarah prova a racimolare denaro, fingendosi un uomo di legge che deve riscuotere i soldi degli altri. Sullo sfondo, sullo scaffale vicino le sbarre, vediamo un telescopio e un libro di filosofia, in cui probabilmente i detenuti cercavano conforto.

### Il manicomio (The Madhouse)

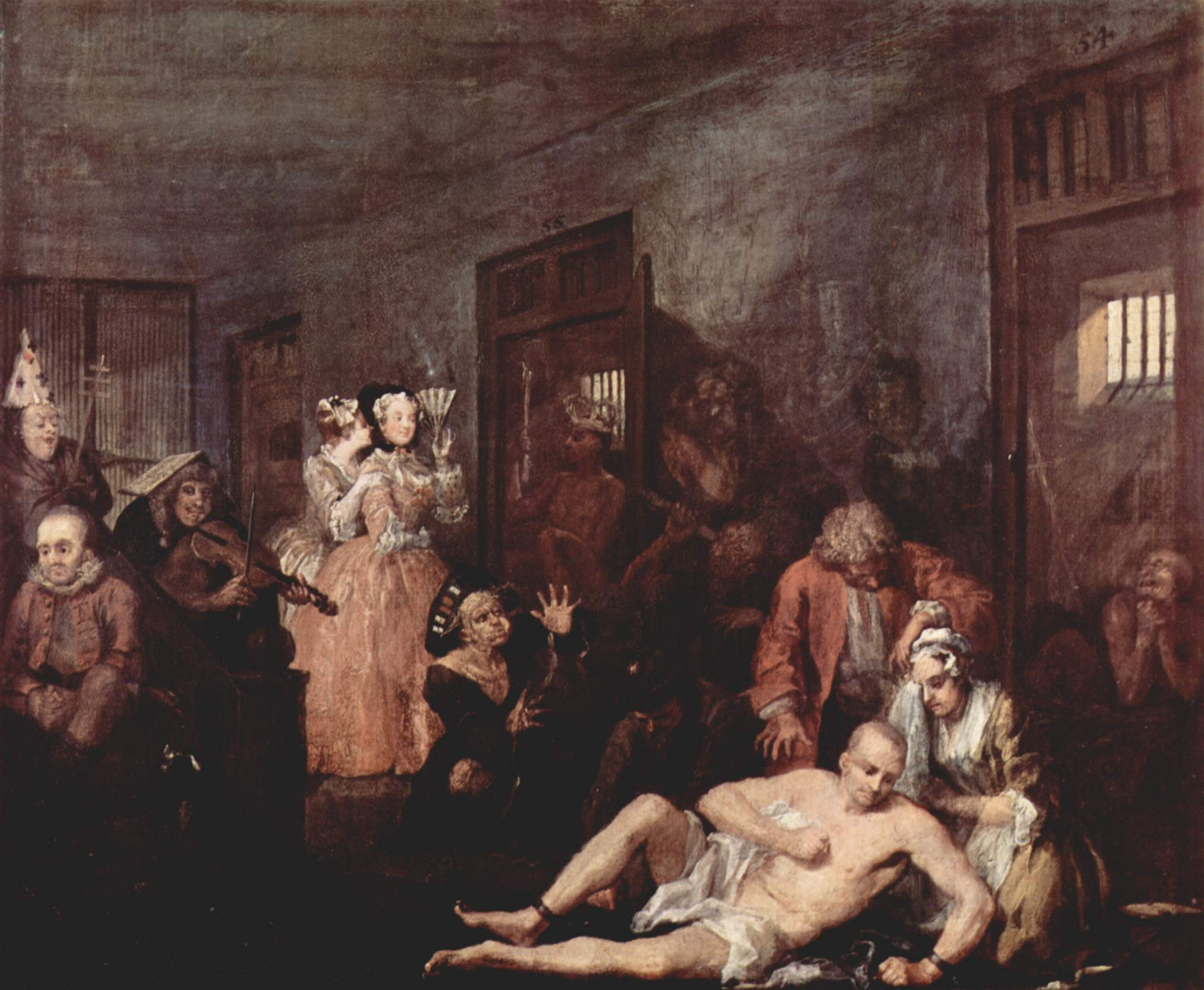
Il manicomio, 1733, olio su tela, 62.5×75 cm

Nell'ottava e ultima tela di questo ciclo pittorico, nella vita di Tom Rakewell l'immoralità ha ufficialmente lasciato il ruolo di protagonista alla follia. Il libertino, infatti, è ora rinchiuso nel Bedlam, noto manicomio dove venivano tenuti i malati di mente che non disponevano di risorse economiche. Lo vediamo a terra seminudo, con un infermiere che gli incatena i polsi e le caviglie. Immediatamente, dietro di lui, c'è ancora Sarah Young, l'unica persona a sostenerlo nel momento della crisi isterica di cui possiamo vederlo vittima, che, piangente, ha accanto a lei un pentolone e una ciotolina di zuppa da offrirgli, mentre un custode le si avvicina in maniera maliziosa. Il segno sul petto di Tom ci suggerisce che abbia tentato di suicidarsi.
Dietro i due sciagurati sono raffigurati gli altri pazienti, assieme ai motivi che li hanno condotti in manicomio. All'estrema sinistra vediamo un trio, composto da un uomo sui gradini che si era innamorato, per poi divenirne ossessionato, di Elizabeth "Betty" Careless (1704-1739), un'attrice e prostituta londinese (questa ossessione è testimoniata dalla scritta incisa sulla ringhiera "Charming Betty Careless"), da un violinista che suona con un bastone al posto dell'arco e un uomo che crede di esser stato eletto papa. Alla sinistra di questi folli vediamo uno squilibrato sarto e un uomo che, con della carta arrotolata a mo' di cannocchiale, cerca di veder le stelle.
All'estrema destra del dipinto, nella cella 54, c'è un maniaco religioso che prega con aria tormentata guardando una grande croce e sul muro che precede la cella successiva vediamo vari disegni, tra cui il globo attraversato da coordinate geografiche, realizzati da un uomo che sta facendo dei calcoli. L'ultimo detenuto che vediamo, nella cella 55, è un uomo che, con corona e scettro, si atteggia a re. Infine, due nobildonne agiatamente vestite, che alludono agli anni di ricchezza, svago e piacere di Tom, assistono alle buffonate dei pazienti, ridicolizzandoli con commenti divertiti (per i cittadini di Londra intrattenersi deridendo i malati di Bedlam era comune). La donna con il ventaglio, poi, con si copre ipocritamente il volto fingendo di non essere interessata alla scena.
Esattamente trent'anni dopo la creazione di questo dipinto, il pittore lo ritoccò aggiungendo sulla parete delle coordinate geografiche un penny che ritrae la personificazione della Britannia coi capelli al vento, scrivendo poi sul bordo inferiore dell'incisione "Retouch'd by the Author 1763". L'artista manifestò in questo modo la sua scontentezza, caratterizzante gli ultimi anni della sua vita, per il non aver visto miglioramenti nella società britannica. William Hogarth morì poco dopo questa modifica, nel 1764.

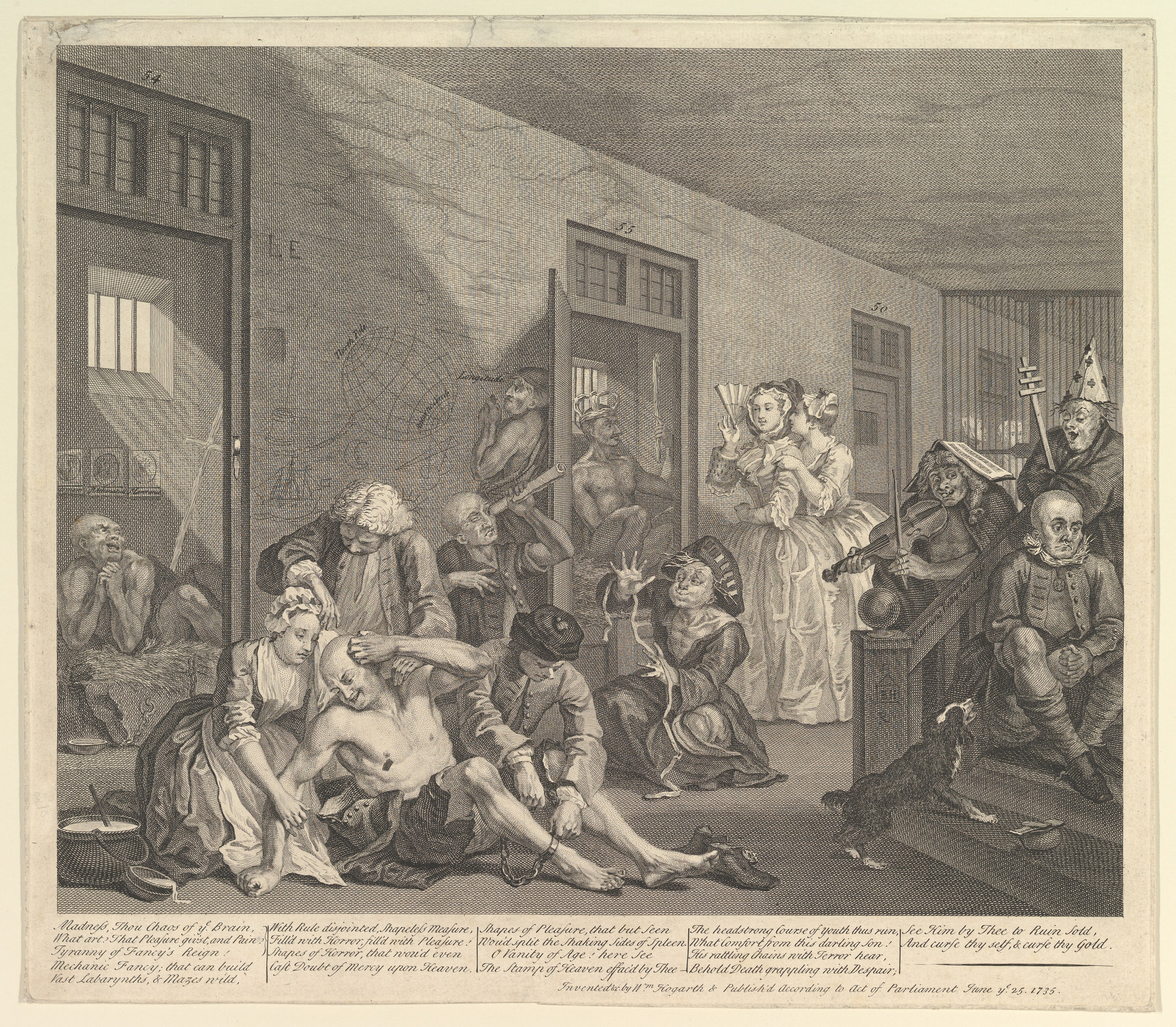
La versione incisa, 30.6×41 cm, Metropolitan Museum of Art, New York
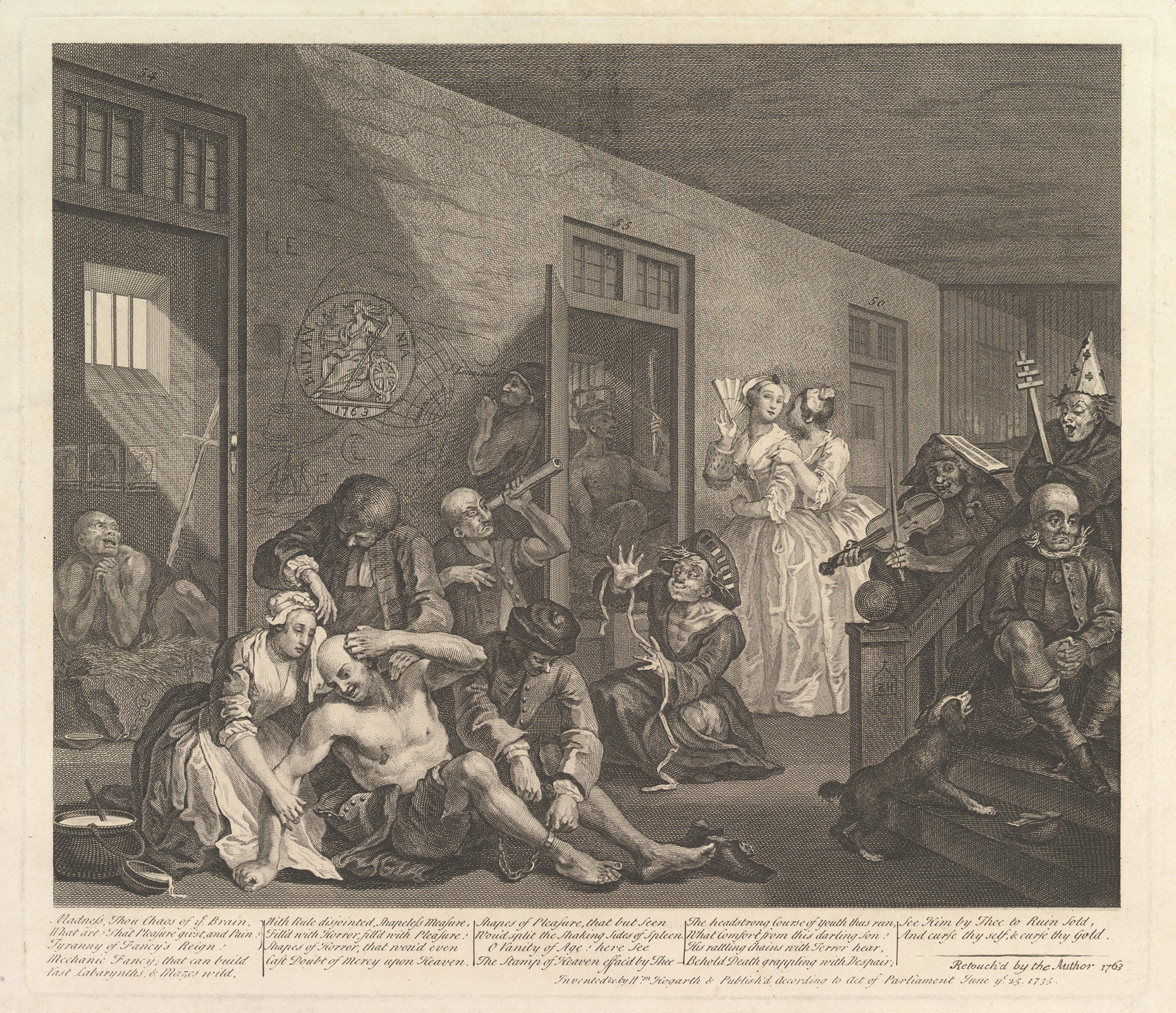
L'incisione con il penny sul muro, aggiunto nel 1763
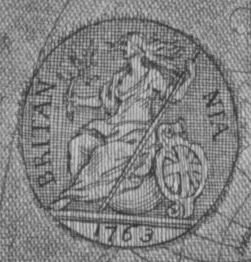
Dettaglio sul penny con Britannia

## Adattamenti
Igor' Stravinskij trasse ispirazione dalla serie pittorica in questione per l'opera lirica The Rake's Progress scritta fra il 1949 e il 1951; il musicista rimase colpito dalle incisioni viste nel 1947 all'Art Institute of Chicago che gli suggerirono una sequenza di scene d'opera.